# Multituberculata
Multituberculata são mamíferos semelhantes a roedores como esquilos. Recebem esse nome a partir de seus dentes molares, os quais são dentes amplos com especialidade para raspagem. São os mamíferos mais  comuns e mais conhecidos da era Mesozóica.  (F. Harvey Pough)
Os Multituberculata, foram um grupo extinto de mamíferos primitivos, tradicionalmente classificados na Subclasse Allotheria, status que hoje em dia vem sendo contestado. Recentes estudos filogenéticos e paleontológicos têm levantados muitas dúvidas quanto à relação destes animais com os outros mamíferos. (F. Harvey Pough)
Aparentemente, o grupo não deu origem a nenhum ramo de mamíferos existente na atualidade. Uma vez que são conhecidos apenas como fósseis, a taxonomia e anatomia detalhada dos Multituberculata permanece em aberto. Entre as suas características distintivas encontram-se os dentes que apresentam um número anormal de cúspides (daí o nome da ordem). O estudo dos Multituberculata faz-se quase exclusivamente através das tipologias de dentição.
Um dos estudiosos de multituberculados foi Gerhard Hahn, sobretudo de fósseis de Portugal.
Os Multituberculata surgiram no Jurássico médio (Dogger) e extinguiram-se no Oligocénico inferior. A sua distribuição geográfica incluia todo o hemisfério Norte.

## Popularização na mídia
Mamíferos Multituberculata do Período Cretáceo aparecem na obra de ficção-científica brasileira "Realidade Oculta".